# The Spook Speaks
The Spook Speaks est un film américain avec Buster Keaton, réalisé par Jules White et sorti en 1940.

## Synopsis
Buster et Elsie sont envoyés dans la maison appartenant à un magicien.

## Fiche technique
- Réalisation : Jules White
- Scénario : Ewart Adamson et Clyde Bruckman
- Date de sortie : 20 septembre 1940

## Distribution
- Buster Keaton
- Elsie Ames